# Hueyapan de Ocampo
Hueyapan de Ocampo är en ort i Mexiko.   Den ligger i kommunen Hueyapan de Ocampo och delstaten Veracruz, i den sydöstra delen av landet, 400 km öster om huvudstaden Mexico City. Hueyapan de Ocampo ligger 44 meter över havet och antalet invånare är 3 541.
Terrängen runt Hueyapan de Ocampo är huvudsakligen platt, men norrut är den kuperad. Runt Hueyapan de Ocampo är det ganska tätbefolkat, med 149 invånare per kvadratkilometer. Närmaste större samhälle är Corral Nuevo, 4,9 km sydost om Hueyapan de Ocampo. Omgivningarna runt Hueyapan de Ocampo är en mosaik av jordbruksmark och naturlig växtlighet.